# Andrew Hunter
Andrew Hunter (ur. 25 lipca 1986 w Halton, Wielka Brytania) – brytyjski pływak.
Hunter reprezentował Wielką Brytanię na olimpiadzie w Pekinie w sztafecie 4×200 metrów w stylu dowolnym. Sztafeta zajęła wtedy 6. miejsce w finale z rekordem kraju 7:05.72.
Na Mistrzostwach Świata w Pływaniu 2009 razem ze sztafetą awansował do finału z czasem 7.06.11. W finale sztafeta brytyjska zajęła siódmą pozycję z czasem 7.05.67. Jest to rekord krajowy Wielkiej Brytanii na tym dystansie w tej kategorii.